# جیم-ئی استک
جیمز هارمون استک (انگلیسی: James Harmon Stack؛ زادهٔ ۲۱ ژانویهٔ ۱۹۹۲) تهیه‌کننده موسیقی، ترانه‌نویس و دی‌جی آمریکایی. او در سان فرانسیسکو به دنیا آمده و در لس آنجلس اقامت دارد. او با هنرمندانی از جمله بون ایور، امپرس آو، چارلی ایکس‌سی‌ایکس و لرد کار کرده است.